# The Love Album
The Love Album е седмият студиен албум на ирландката група „Уестлайф“, издаден през ноември 2006. Албумът достига номер 1 както във Великобритания, така и в Ирландия. Продаден е в общо 900 хиляди копия и получава три пъти платинена сертификация. Издаден е един единствен сингъл The Rose.

## Списък с песните

### Оригинален траклист
1. The Rose – 3:39
2. Total Eclipse of the Heart – 4:40
3. All Out of Love (с Делта Гудръм) – 3:44
4. You Light Up My Life – 3:27
5. Easy – 4:26
6. You Are So Beautiful (to Me) – 3:03
7. Have You Ever Been in Love – 3:41
8. Love Can Build a Bridge – 3:55
9. The Dance – 3:58
10. All or Nothing – 3:56
11. You've Lost That Loving Feeling – 3:25

### Японско издание
1. Solitaire – 5:07
2. Nothing's Gonna Change My Love for You – 3:47

### Делукс издание
1. Butterfly Kisses – 5:38
2. Nothing's Gonna Change My Love for You – 3:47
3. If – 2:42
4. Solitaire – 5:07
5. Still Here – 3:51
6. Total Eclipse of the Heart (Sunset Strippers версия радио редактиран) – 3:48